# Glossobalanus parvulus
Glossobalanus parvulus is een diersoort in de taxonomische indeling van de Hemichordata. Het dier behoort tot het geslacht Glossobalanus en behoort tot de familie Ptychoderidae. De wetenschappelijke naam van de soort werd voor het eerst geldig gepubliceerd in 1906 door Punnett.